# Comunione anglicana tradizionale
La Comunione anglicana tradizionale (Traditional Anglican Communion, o TAC) è una comunione internazionale di chiese di tradizione anglicana indipendenti dalla Comunione anglicana e dall'arcivescovo di Canterbury. La Comunione anglicana tradizionale sostiene le dottrine teologiche dell'affermazione di St. Louis e un'interpretazione cattolica dei trentanove articoli di religione. Ogni giurisdizione utilizza un Book of Common Prayer ritenuto privo di innovazioni. Molti membri di queste chiese potrebbero essere descritti come tradizionali anglo-cattolici in materia teologica e pratica liturgica. Alcune parrocchie usano il messale anglicano nelle loro liturgie. La Comunione anglicana tradizionale è guidata da un collegio di vescovi di tutta la comunione e presieduta da un primate eletto.

## Storia
La comunione internazionale fu formata da Louis Falk nel 1991; lo stesso Falk fu eletto primo primate quello stesso anno. Nel 2002 gli successe l'arcivescovo John Hepworth della Chiesa anglicana cattolica in Australia.
Le chiese della Comunione anglicana tradizionale si sono separate dalle loro chiese madri nella Comunione anglicana originaria sulla base di diverse questioni, in particolare riguardanti l'ordinazione delle donne. Altri problemi includono le revisioni liturgiche, l'accettazione dell'omosessualità e l'importanza della tradizione.

## I rapporti con Roma
La Comunione anglicana tradizionale cerca unità, senza perdere le sue peculiarità anglicane, con la Chiesa cattolica . Se quest'unione avrà successo, alle chiese della Comunione anglicana tradizionale potrebbe essere permesso di formare un loro proprio rito anglicano, in analogia con le giurisdizioni di rito bizantino o di altro rito orientale in comunione con Roma. La Comunione anglicana tradizionale potrebbe anche venire semplicemente assorbita nella provvisione pastorale dell'uso anglicano. In caso di riuscita, sarebbe la prima giurisdizione anglicana a riconciliarsi con Roma dai tempi di Maria I, sotto il cui regno l'Inghilterra brevemente tornò al cattolicesimo nel 1553, per poi invertire la rotta con Elisabetta I.
Da una dichiarazione autorizzata dall'arcivescovo Hepworth il 16 ottobre 2007:
+ John»
+ John»

## Vescovi primati
- Louis Falk (1991 - 2002)
- John Hepworth (2002 - 1º marzo 2012)
- Samuel Prakash ( dal 2 marzo 2012)

## Chiese membro
Attualmente della Comunione anglicana tradizionale fanno parte 18 chiese, che coprono tutti i continenti:

### Africa
- Chiesa anglicana in Africa Meridionale - Rito Tradizionale
- Chiesa di Umzi Wase Tiyopia
- Comunione anglicana di continuazione in Zambia
- Chiesa anglicana cattolica - Repubblica Democratica del Congo
- Chiesa del Sudafrica - Rito occidentale, su holycatholicchurch-wr.org. URL consultato il 27 marzo 2009 (archiviato dall'url originale il 7 marzo 2009).

### America
- Chiesa anglicana in America
- Chiesa anglicana cattolica del Canada
- Diocesi missionaria dell'America Centrale
- Diocesi missionaria di Portorico

### Asia
- Chiesa anglicana d'India
- Chiesa ortodossa del Pakistan
- Nippon Kirisuto Sei Ko Kai
- Società missionaria della Chiesa (India)

### Australia
- Chiesa anglicana cattolica in Australia
- Chiesa di Torres Strait

### Europa
- Chiesa anglicana tradizionale (Inghilterra)
- Chiesa d'Irlanda - Rito tradizionale
- Diocesi d'Europa della santa Chiesa cattolica - Rito occidentale

In Europa è presente anche la Cappellania anglicana tradizionale in Francia, sotto diretta giurisdizione del primate.